# Medalla del Servei a la Defensa Nacional
La Medalla del Servei a la Defensa Nacional (anglès:National Defense Service Medal) és una condecoració de les Forces Armades dels Estats Units, ordenada pel President Dwight D. Eisenhower. Va ser creada mitjançant l'ordre executiva 10448 del 22 d'abril de 1953, i estava destinada a ser una medalla de campanya comodí, concedida a qualsevol membre de les Forces Armades que hagués servit honorablement durant un període preestablert durant el qual s'hagués declarat una emergència nacional.
El 2010, amb més de 60 anys al damunt, la Medalla del Servei a la Defensa Nacional és la medalla al servei més antiga encara en circulació a les Forces Armades americanes, seguida per la Medalla Expedicionària de les Forces Armades, que està activa des de 1961. Les medalles per motius de combat o distincions meritòries són més antigues, però són concedides per criteris diferents de les medalles de servei.

## Períodes elegibles per a la seva concessió
En el transcurs de temps des de la seva crea, la Medalla del Servei a la Defensa Nacional s'ha autoritzat només per als següents períodes:
- 27 de juny de 1950 a 27 de juliol de 1954 – pel servei durant la Guerra de Corea
- 1 de gener de 1961 a 14 d'agost de 1974 – pel servei durant la Guerra de Vietnam
- 2 d'agost de 1990 a 30 de novembre de 1995 – pel servei durant la Guerra del Golf
- 11 de setembre de 2001 a una data pendent d'anunciar – pel servei durant la Guerra contra el Terrorisme

## Criteris de concessió
La Medalla del Servei a la Defensa Nacional és concedida a tots aquells que serveixin al servei actiu a les Forces Armades dels Estats Units durant els períodes abans citats. Pel servei a les guerres del Golf i contra el Terrorisme, els membres de la reserva o de la Guàrdia Nacional la rebien per portar a terme el servei a la reserva en bona disposició, que implica la participació regular en exercicis els caps de setmana i l'entrenament anual. La medalla no està autoritzada pels membres del component inactiu de la reserva. També està autoritzada per als estudiants de les acadèmies de servei després que entrin en servei, però no és concedida als veterans retirats que no serveixin en un dels períodes establerts; ni tampoc està autoritzada pel Cos de Reserva d'Oficials d'Entrenament de Cadets que estiguin inscrits a la reserva durant els períodes de qualificació.
La Medalla del Servei a la Defensa Nacional se situà a l'onzè lloc de vint-i-nou en l'ordre de precedència de les medalles de servei, (situada entre les Medalles pel Servei d'Ocupació i la Medalla del Servei a Corea). No hi ha un temps límit imposat per a la concessió de la medalla, però a la pràctica no es concedeix per un període de servei inferior a 90 dies.

## Concessions múltiples
Aquells membres de les Forces Armades que hagin servit en més d'un dels períodes establerts estan autoritzats a rebre-la novament. Aquestes múltiples concessions s'indiquen mitjançant estrelles de servei.

## Disseny
Una medalla de bronze de 32mm d'ample. A l'anvers apareix l'aliga calba americana amb les ales obertes, sobre una espasa i una palma (l'àliga simbolitza els Estats Units, l'espasa les Forces Armades i la palma la Victòria) Al damunt, en semicercle, hi ha la inscripció "National Defense" (Defensa Nacional) en relleu. Al revers apareix el Gran Escut dels Estats Units, envoltat a la part inferior per una corona de fulles de roure a la dreta i de llorer a l'esquerra.
Penja d'una cinta vermella de 35mm. Al centre hi ha una franja groga de 7mm en groc, fanquejada per unes franges en vermell, blanc, blau i blanc, d'1mm cadascuna. La franja central groga simbolitza els alts ideals, les franges vermelles, blanc i blaves representen la bandera nacional; mentre que la franja vermella exterior simbolitza la disponibilitat i el valor.